# St. Marys, West Virginia
St. Marys är administrativ huvudort i Pleasants County i West Virginia i USA. Enligt 2010 års folkräkning hade St. Marys 1 860 invånare.